# Stanisław Zaczkowski (prezydent Ostrołęki)
Stanisław Zaczkowski (ur. 8 maja 1951 w Ostrołęce) – polski działacz państwowy, wiceprezydent (1981–1985) i prezydent (1985–1990) Ostrołęki. 

## Życiorys
Z wykształcenia i zawodu był nauczycielem, kierował Związkiem Młodzieży Socjalistycznej w Liceum Ogólnokształcącym w Ostrołęce. W 1981 objął obowiązki wiceprezydenta Ostrołęki, a od 1985 był prezydentem miasta – ostatnim wybranym w epoce PRL.